# Frédéric Sitterlé
Frédéric Sitterlé, né le 11 octobre 1975 à Colmar (Haut-Rhin), est un entrepreneur connu notamment pour la création du site internet Sport24.com en 1997 (racheté par Le Figaro en 2005) et de Myskreen.com en 2009 (racheté par le magazine Première en 2014). Il a également été propriétaire du Racing Club de Strasbourg en 2011/2012. À partir de 2019, il assume les fonctions de Directeur Général de l’établissement d’enseignement supérieur HETIC, poste qu’il occupe jusqu’en 2023 avant de rejoindre l’EICAR, où il est nommé Directeur Général.

## Éléments biographiques

### Jeunesse
Frédéric Sitterlé nait en 1975 en Alsace, à Colmar.
Dans sa jeunesse, il occupe le poste d'ailier au petit club de football de Blodelsheim.
En 1993, il intègre le conseil des jeunes de la Ligue d'Alsace de football association (LAFA).

### Implantation sur internet
En 1997, il fonde Sport24.com, dont il sera président jusqu'en 2006. C'est en vendant ce site internet au groupe Le Figaro qu'il devient millionnaire.
De 1998 à 2000, il est responsable informatique de la Fédération française de football, et de 2005 à 2008, il est Directeur des Nouveaux Médias du Figaro. En 2008, il fonde Myskreen.com, dont il détient 55 % du capital. Selon lui, « la principale innovation de mySkreen est d'offrir aux internautes un compte unique sur lequel ils peuvent puiser n'importe quel contenu payant provenant de n'importe quel catalogue ». Il est également actionnaire majoritaire de la société, le groupe Le Figaro détenant 20 % du capital. Le site a été mis en liquidation judiciaire en mars 2015, après avoir perdu plusieurs millions d'euros.
En septembre 2010, Frédéric Sitterlé tente de réaliser une alliance avec l'Institut national de l'audiovisuel, qui se serait dit prêt à investir près de dix millions d'euros dans Myskreen.
En 2014 la société subit un redressement judiciaire en raison de la concurrence de la VOD et de la venue en France de Netflix. Myskreen est racheté par Le Film français en avril 2015.
En 2018, il quitte son poste de Vice-Président EMEA chez PressReader pour rejoindre Claude Perdriel à la tête du groupe Challenges.
Frédéric Sitterlé est un expert reconnu du digital et des médias. A ce titre il intervient régulièrement dans des conférences, finance et accompagne des start ups et des entrepreneurs.
En 2019, il prend la direction et redresse l’école HETIC spécialisée dans les métiers de la tech et du digital.
Depuis 2023, il dirige l'École internationale de création audiovisuelle et de réalisation (EICAR (The International Film and Television School Paris) avec ses deux campus en France à Paris et à Lyon,

### Racing Club de Strasbourg
Dès 2009, il est candidat au rachat du Racing Club de Strasbourg, un club de football professionnel évoluant en Ligue 2. Néanmoins, son action ne donnera rien.
En mars 2010, il fait partie, en partenariat avec Philippe Bohrer, Robert Mosser et d'autres actionnaires minoritaires, d'un comité prêt à racheter le club, mais encore une fois, échoue. En juillet de la même année, il propose encore une fois à Jafar Hilali de racheter le club.
En 2011, alors que le club est tombé en Championnat de France de football National, Frédéric Sitterlé fait encore de nombreuses offres de rachat, aux montants s'élevant à plusieurs millions d'euros, mais Jafar Hilali lui préfère Sébastien Graeff, qui finalement se retire au bout d'une semaine. Après la liquidation judiciaire du club, il rachète la marque RCS, et permet de sauver le club dont il devient propriétaire en 2011. Afin de réorganiser la restructuration du club il devient même président du 8 octobre 2011  jusqu'en décembre 2011.
Il cède le club pour un euro symbolique à Marc Keller, le 21 juin 2012.

### Audiovisuel et cinéma
Associé[réf. nécessaire] à Philippe Godeau, le président de la société de production audiovisuelle Pan-Européenne, Sitterlé participe à plusieurs longs métrages comme Les Trois Frères : Le Retour, Sous les jupes des filles, Yao ou Raoul Taburin en défendant une nouvelle approche de la promotion des films et participant au retour des Inconnus via son site myskreen.com, qui proposait, le temps d'une soirée, aux téléspectateurs de voter lors de la soirée de retour du trio sur France 2.
En 2023, Frédéric Sitterlé est nommé Directeur Général de l'École internationale de création audiovisuelle et de réalisation (EICAR). Sous sa direction, l'EICAR a lancé plusieurs initiatives notables, notamment le "Lab IA & Cinéma", un centre stratégique de réflexion sur les enjeux de l'intelligence artificielle dans les industries culturelles et créatives. De plus, l'école a inauguré un nouveau campus à Montpellier en septembre 2025, renforçant ainsi sa présence dans le sud de la France.